# Great Ocean Road
La Great Ocean Road è un tratto di strada di 243 chilometri (151 miglia) lungo la costa sud-orientale dell'Australia tra le città di Torquay e Allansford, nello Stato federato di Victoria. È catalogato come patrimonio nazionale australiano. Costruita dai soldati di ritorno dalla prima guerra mondiale tra il 1919 e il 1932 con l'intento di dedicarla ai soldati deceduti in guerra, la strada è il più grande monumento ai caduti del mondo. Attraversando vari terreni lungo la costa e fornendo accesso a diversi punti di riferimento importanti, tra cui una serie di faraglioni di pietra calcarea conosciuti come i Dodici Apostoli, la strada è un'importante attrazione turistica della regione.